# 1362
| [ Edytuj tabelę ]                          |                                                             |
| Król Polski                                | - 1333 Kazimierz III Wielki 1370                            |
| Król Albanii                               | - 1332 Robert 1364                                          |
| Współksiążęta Andory                       | - 1362 Guillem Arnau i Patau 1364 - 1343 Gaston III 1391    |
| Król Anglii                                | - 1327 Edward III 1377                                      |
| Król Aragonii i Walencji, hrabia Barcelony | - 1336 Piotr IV Aragoński 1387                              |
| Władca Azteków                             | - 1325 Tenoch 1376                                          |
| Elektor Brandenburgii                      | - 1356 Ludwik VI Rzymianin 1365                             |
| Książę Bawarii                             | - 1347 Stefan II 1375                                       |
| Książę Burgundii                           | - 1361 interregnum 1364                                     |
| Cesarz Bizancjum                           | - 1355 Jan V Paleolog 1376                                  |
| Car Bułgarii                               | - 1331 Iwan Aleksander 1371 - 1356 Iwan Stracimir 1396      |
| Cesarz Chin                                | - 1333 Huizong 1368                                         |
| Król Cypru                                 | - 1359 Piotr I 1369                                         |
| Król Czech                                 | - 1346 Karol IV Luksemburski 1378                           |
| Król Danii                                 | - 1340 Waldemar Atterdag 1376                               |
| Władca Egiptu                              | - 1361 Al-Mansur Muhammad 1363                              |
| Cesarz Etiopii                             | - 1344 Nyuaje Krystos 1372                                  |
| Król Francji                               | - 1350 Jan II Dobry 1364                                    |
| Król Gruzji                                | - 1360 Bagrat V Wielki 1393                                 |
| Hrabia Holandii                            | - 1358 Albert 1404                                          |
| Cesarz Japonii                             | - 1339 Go-Murakami 1368                                     |
| Kalif                                      | - 1352 Al-Mu’tadid I 1362 - 1362 Al-Mutawakkil I 1383       |
| Król Kastylii i Leónu                      | - 1350 Piotr I Okrutny 1369                                 |
| Patriarcha Konstantynopola                 | - 1355 Kalikst I 1363                                       |
| Władca Korei                               | - 1351 Kongmin 1374                                         |
| Wielki książę litewski                     | - 1345 Olgierd 1377                                         |
| Cesarz Majapahitu                          | - 1350 Hajam Wuruk 1389                                     |
| Sułtan Maroka                              | - 1361 Muhammad III 1366                                    |
| Książę Mediolanu                           | - 1354 Galeazzo II 1378 - 1354 Bernabò 1385                 |
| Wielki książę moskiewski                   | - 1359 Dymitr Doński 1389                                   |
| Król Nawarry                               | - 1349 Karol II Zły 1387                                    |
| Król Norwegii                              | - 1343 Haakon VI Magnusson 1380                             |
| Elektor Palatynatu                         | - 1356 Ruprecht I 1390                                      |
| Papież                                     | - 1352 Innocenty VI 1362 - 1362 Urban V 1370                |
| Król Portugalii                            | - 1357 Piotr I 1367                                         |
| Cesarz Rzymski (niemiecki)                 | - 1346 Karol IV Luksemburski 1378                           |
| Kapitanowie Regenci San Marino             | - 1362 Guidino di Giovanni Giovanni di Guiduccio 1362       |
| Car Serbii                                 | - 1355 Stefan Urosz V Nijaki 1371                           |
| Elektor Saksonii                           | - 1356 Rudolf II Askańczyk 1370                             |
| Król Szkocji                               | - 1329 Dawid II Bruce 1371                                  |
| Król Szwecji                               | - 1319 Magnus Eriksson 1363 - 1362 Haakon VI Magnusson 1364 |
| Król Tajlandii                             | - 1350 Ramathibodi I 1369                                   |
| Sułtan Turków                              | - 1360 Murad I 1389                                         |
| Doża Wenecji                               | - 1361 Lorenzo Celsi 1365                                   |
| Król Węgier                                | - 1342 Ludwik Andegaweński 1382                             |
| Wielki mistrz zakonu krzyżackiego          | - 1351 Winrich von Kniprode 1382                            |

Rok 1362 / MCCCLXII
stulecia: XIII wiek ~
XIV wiek ~
XV wiek

lata: 1352 «
1357 «
1358 «
1359 «
1360 «
1361 «
1362
» 1363
» 1364
» 1365
» 1366
» 1367
» 1372

## Wydarzenia w Polsce
- 3 marca – lokacja miasta Ropczyce przez króla Kazimierza Wielkiego.
- 18 lipca – Koło otrzymało prawa miejskie na prawie magdeburskim.

- Książę austriacki Rudolf IV uzgodnił z Kazimierzem Wielkim warunki kontaktów handlowych pomiędzy Krakowem i Wiedniem.
- Założenie osady Stopnica, w obecnym województwie świętokrzyskim, powiat buski.
- Wybuch rozruchów w Gdańsku skierowanych przeciw zakonowi krzyżackiemu[1].

## Wydarzenia na świecie
- 16 stycznia – potężny sztorm na Morzu Północnym spowodował śmierć co najmniej 25 tys. osób na terenach nadbrzeżnych Anglii, Holandii, Niemiec i Danii.
- 6 kwietnia – wojna stuletnia: zwycięstwo wojsk angielskich nad francuskimi w bitwie pod Brignais.
- 17 kwietnia – oblężenie Kowna: Krzyżacy zdobyli i spalili zamek w Kownie.
- 28 września – Urban V został wybrany na papieża.
- Wielki książę litewski Olgierd pokonał wojska Złotej Ordy w bitwie nad Sinymi Wodami.
- rzekoma data wykonania kamienia z Kensington

## Urodzili się
- Klara Gambacorta, włoska dominikanka, błogosławiona katolicka (zm. 1420)
- Władysław II Jagiełło, wielki książę litewski i król Polski (ur. prawdopodobnie 1362; zm. 1434)

## Zmarli
- 11 lipca – Anna świdnicka, królowa Czech, cesarzowa rzymska (ur. 1339)[2]
- data dzienna nieznana:
  - Orchan, władca z dynastii Osmanów (ur. 1281)[3]